# Uconv
Uconv je jedním z programů pro převod textu mezi různými znakovými sadami včetně Unicode. Nemá grafické rozhraní, je volán z příkazové řádky.
Východiskový nebo cílový formát pro uconv může být normalizační forma Unicode NFC nebo NFD. V tomto ohledu se podobá programu iconv, ale je to samostatný program z jiného programového balíku.
Jedna z implementací uconv pochází z programátorské komunity jazyka Ruby, jiná je součástí knihovny International Components for Unicode.
Podle dostupných aliasů pro znaková kódování mohou být znakové sady z operačního systému MS Windows označovány windows-12xx nebo cp12xx (kódování používané pro češtinu je windows-1250 nebo cp1250).